# Фотосенсорный слой
Фотосенсорный слой — один из десяти слоев сетчатки позвоночных, содержит внешний и внутренний сегменты фоторецепторных клеток.

## Структура

### Внутренний сегмент
Внутренний сегмент (англ. inner segment, IS) — отдел фоторецептора, где проходит большинство реакций метаболизма.
Во внутреннем сегменте содержится много митохондрий и эндоплазматического ретикулума (отвечает за синтез белка). Внутренний и внешний сегменты соединяются тоненькой связующей ресничкой, по которой все вещества из внутреннего сегмента активно транспортируются в наружный. Внутреннюю структуру этой неподвижной соединительной реснички образуют девять дуплетов микротрубочек, которые расположены в виде девятиугольника.

### Внешний сегмент
Внешний сегмент (англ. outer segment, OS) — отдел фоторецептора, где проходит значительная часть зрительной фототрансдукции посредством семи трансмембранных белков, сопряженных с ретиналем.
Это и есть собственно светочувствительная часть фоторецептора. Она простирается от соединительной реснички до пигментного эпителия сетчатки. В месте соединительной реснички постоянно возникают новые мембранные диски, содержащие родопсин — основной зрительный пигмент, и другие необходимые белки: трансдуцин, аррестин, цГМФ-фосфодиэстеразу. Диски постепенно продвигаются в направлении пигментного эпителия. Родопсин запускает каскад зрительной фототрансдукции.
Наружные сегменты палочек длинные, тонкие, граничат с пигментным эпителием, который отделяет старые мембранные диски и фагоцитирует их. Наружные сегменты колбочек короче и шире, чем у палочек, имеют конический вид, вместо мембранных дисков в колбочках присутствуют мембранные складки (полудиск), что также содержат зрительный пигмент.
Родопсин составляет около 90 % белковой массы во внешнем сегменте и является стартовой точкой преобразования внешнего света в физиологический сигнал.